# Temporada 2000-01 de los Atlanta Hawks
La temporada 2000-2001 fue la trigésimo tercera de los Atlanta Hawks en la NBA en su ubicación de Atlanta, la quincuagésimo segunda en la liga y la quincuagésimo quinta desde su fundación. La temporada regular acabó con 25 victorias y 57 derrotas, ocupando el decimotercer puesto de la Conferencia Este, no logrando clasificarse para los playoffs.

## Elecciones en elDraft
| Ronda | Puesto | Jugador         | Posición  | Nacionalidad   | Universidad |
| ----- | ------ | --------------- | --------- | -------------- | ----------- |
| 1     | 6      | DerMarr Johnson | Alero     | Estados Unidos | Cincinnati  |
| 2     | 40     | Hanno Mottola   | Ala-Pívot | Finlandia      | Utah        |
| 2     | 57     | Scoonie Penn    | Base      | Estados Unidos | Ohio State  |

## Temporada regular
| División Central      | División Central | División Central | División Central | División Central | División Central | División Central | División Central | División Central |
| Equipo                | G                | P                | %                | PD               | Casa             | Fuera            | Div              |                  |
| --------------------- | ---------------- | ---------------- | ---------------- | ---------------- | ---------------- | ---------------- | ---------------- | ---------------- |
| y-Milwaukee Bucks     | 52               | 30               | .634             | –                | 31–10            | 21–20            | 19–9             |                  |
| x-Toronto Raptors     | 47               | 35               | .573             | 5                | 27–14            | 20–21            | 18–10            |                  |
| x-Charlotte Hornets   | 46               | 36               | .561             | 6                | 28–13            | 18–23            | 20–8             |                  |
| x-Indiana Pacers      | 41               | 41               | .500             | 11               | 26–15            | 15–26            | 15–13            |                  |
| e-Detroit Pistons     | 32               | 50               | .390             | 20               | 18-23            | 14–27            | 16–12            |                  |
| e-Cleveland Cavaliers | 30               | 52               | .366             | 22               | 20–21            | 10–31            | 11–17            |                  |
| e-Atlanta Hawks       | 25               | 57               | .305             | 27               | 18–23            | 7–34             | 9–19             |                  |
| e-Chicago Bulls       | 15               | 67               | .183             | 37               | 10–31            | 5–36             | 4–24             |                  |

## Estadísticas

### Temporada regular
| Jugador         | PJ | PT | MPP  | %TC  | %3P  | %TL  | RPP  | APP | ROB | TPP | PPP  |
| --------------- | -- | -- | ---- | ---- | ---- | ---- | ---- | --- | --- | --- | ---- |
| Cal Bowdler     | 44 | 0  | 8.5  | .465 | .200 | .825 | 1.8  | .1  | .2  | .5  | 3.2  |
| Ira Bowman      | 3  | 0  | 6.3  | .000 | .    | .    | .7   | 2.3 | .0  | .0  | .0   |
| Sean Colson     | 3  | 0  | 4.7  | .000 | .000 | .    | 1.0  | 1.0 | .0  | .0  | .0   |
| Chris Crawford  | 47 | 22 | 19.2 | .452 | .273 | .819 | 2.3  | .8  | .4  | .3  | 6.8  |
| Dion Glover     | 57 | 7  | 16.3 | .420 | .196 | .681 | 2.3  | 1.2 | .9  | .2  | 5.9  |
| Alan Henderson  | 73 | 42 | 24.8 | .444 | .000 | .638 | 5.6  | .7  | .7  | .4  | 10.5 |
| Jim Jackson     | 17 | 14 | 32.4 | .355 | .421 | .859 | 4.6  | 2.9 | 1.1 | .2  | 14.3 |
| Anthony Johnson | 25 | 0  | 11.2 | .366 | .000 | .706 | .9   | 1.4 | .7  | .2  | 2.6  |
| DerMarr Johnson | 78 | 21 | 16.8 | .374 | .323 | .736 | 2.3  | .8  | .6  | .4  | 5.1  |
| Brevin Knight   | 47 | 43 | 29.0 | .385 | .100 | .817 | 3.4  | 6.1 | 2.0 | .1  | 6.9  |
| Toni Kukoč      | 17 | 14 | 36.4 | .492 | .481 | .681 | 5.7  | 6.2 | .8  | .3  | 19.7 |
| Matt Maloney    | 55 | 27 | 25.5 | .420 | .359 | .765 | 2.1  | 2.8 | 1.0 | .1  | 6.7  |
| Roshown McLeod  | 34 | 25 | 26.7 | .436 | .095 | .882 | 3.5  | 1.7 | .7  | .2  | 9.9  |
| Anthony Miller  | 2  | 0  | 3.0  | .500 | .    | .    | 1.0  | .0  | .0  | .0  | 1.0  |
| Nazr Mohammed   | 28 | 19 | 25.6 | .480 | .000 | .765 | 9.0  | .6  | .8  | 1.0 | 12.3 |
| Hanno Möttölä   | 73 | 3  | 13.5 | .444 | .000 | .811 | 2.4  | .3  | .2  | .1  | 4.4  |
| Dikembe Mutombo | 49 | 49 | 35.0 | .477 | .    | .695 | 14.1 | 1.1 | .4  | 2.8 | 9.1  |
| Andy Panko      | 1  | 0  | 1.0  | .    | .    | .    | .0   | .0  | .0  | .0  | .0   |
| Larry Robinson  | 33 | 1  | 19.1 | .364 | .379 | .875 | 2.6  | 1.1 | .8  | .1  | 6.0  |
| Pepe Sanchez    | 5  | 0  | 6.8  | .000 | .    | .    | .2   | 1.0 | .4  | .0  | .0   |
| Tony Smith      | 6  | 0  | 13.0 | .348 | .000 | .500 | .5   | 1.7 | 1.2 | .0  | 2.8  |
| Jason Terry     | 82 | 77 | 37.7 | .436 | .395 | .846 | 3.3  | 4.9 | 1.3 | .1  | 19.7 |
| Lorenzen Wright | 71 | 46 | 28.0 | .448 | .000 | .718 | 7.5  | 1.2 | .6  | .9  | 12.4 |

## Galardones y récords
| Jugador/Entrenador | Galardón                              |
| Dikembe Mutombo    | 2.º Mejor quinteto de la NBA All-Star |